# Pavage triangulaire
Pour les articles homonymes, voir Pavage (homonymie).
Le pavage triangulaire est, en géométrie, un pavage du plan euclidien constitué de triangles équilatéraux.
C'est l'un des trois pavages réguliers du plan euclidien, avec le pavage carré et le pavage hexagonal.

## Propriétés
Le pavage triangulaire possède un symbole de Schläfli de {3,6}, signifiant que chaque sommet est entouré par 6 triangles équilatéraux.